# Radek Miškovský
Radek Miškovský (* 26. března 1990) je český rychlostní kanoista, který se narodil v Nymburce, kde také v roce 2003 s kanoistikou začal. V roce 2009 přestoupil do USK Praha. Od roku 2005 do 2018 byl reprezentantem České republiky. První tituly mistra ČR na kanoi vybojoval v roce 2004 a nyní jich má ve své sbírce celkem 30. V reprezentačních barvách dosáhl na bronz z Mistrovství Evropy do 23 let, bronz ze světového poháru 2015. Na Mistrovství světa juniorů skončil nejlépe na 1. místě. Dvě stříbrné medaile si odvezl z ruské Kazaně z AMS v roce 2012 a o rok později zde vybojoval i bronz z LU 2013. Od školního roku 2017/18 je učitelem na základní škole Letců R.A.F. v Nymburce.